# Aricagua (khu tự quản)
Aricagua là một khu tự quản thuộc bang Mérida, Venezuela. Thủ phủ của khu tự quản Aricagua đóng tại Aricagua. Khự tự quản Aricagua có diện tích 790 km2, dân số theo điều tra dân số ngày 21 tháng 10 năm 2001 là 4383 người.